# 涉禽
涉禽（Grallatores），是根據生活型態及棲息地類型所劃分出的一種鳥類分類。於生物分類學中，其範圍主要指鳥綱下數個現存目：鶴形目、鸛形目（及後續拆分而出的紅鸛目）及部分歸於鴴形目鳥類（鷗亞目下的物種除外）。
雖然涉禽常常被認為同義於英語中的、或，但實際上包含的範圍有所不同：其中在英式英語中的意思為「經常出現在岸邊的鳥」，而美式英語中則是特別指稱「鷸鴴類鳥類」；則恰好相反。而則特指腿較長的涉水鳥類。但均非中文中涉禽的完整範圍。
涉禽在外觀上有著修長的體型：通常而言會擁有喙長、頸長、腿長的「三長」特徵，且趾間具有部分蹼狀構造。牠們通常生活在各種水域邊的淺灘地帶、耕地、水田或山邊溪流附近的森林中。多善於在沼澤及岸邊涉水而過，捕食於淺水水體、水底、污泥內或地面上的獵物，但不適合游泳。較為著名的涉禽有丹頂鶴及白鹭等。